# Hexatoma tuberculifera
Hexatoma tuberculifera är en tvåvingeart som först beskrevs av Edwards 1911.  Hexatoma tuberculifera ingår i släktet Hexatoma och familjen småharkrankar.
Artens utbredningsområde är Sri Lanka. Inga underarter finns listade i Catalogue of Life.